# De Grootste Nederlander
De Grootste Nederlander (Người Hà Lan vĩ đại nhất) là một chương trình bầu chọn do đài KRO của Hà Lan tổ chức năm 2004 để tìm ra người Hà Lan được coi là vĩ đại nhất trong lịch sử. Chương trình này được thực hiện mô phỏng theo chương trình 100 Greatest Britons của đài BBC.

## Danh sách
| TT | Nhân vật                      | Thời gian sống | Vai trò                                        |
| -- | ----------------------------- | -------------- | ---------------------------------------------- |
| 01 | Willem I, hoàng tử của Orange | 1533-1584      | Người sáng lập nước Hà Lan                     |
| 02 | Pim Fortuyn                   | 1948-2002      | Nhà chính trị                                  |
| 03 | Willem Drees                  | 1886-1988      | Nhà chính trị                                  |
| 04 | Antonie van Leeuwenhoek       | 1632-1723      | Cha đẻ của ngành Vi sinh học                   |
| 05 | Desiderius Erasmus            | 1466-1536      | Triết gia                                      |
| 06 | Johan Cruijff                 | 1947-2016      | Cầu thủ bóng đá                                |
| 07 | Michiel de Ruyter             | 1607-1676      | Đô đốc hải quân Hà Lan                         |
| 08 | Anne Frank                    | 1929-1945      | Nạn nhân Holocaust, tác giả Nhật ký Anne Frank |
| 09 | Rembrandt                     | 1606-1669      | Họa sĩ                                         |
| 10 | Vincent van Gogh              | 1853-1890      | Họa sĩ                                         |

## Ửng cử viên
10 nhân vật nói trên được bầu chọn từ danh sách 202 ứng cử viên ban đầu, dưới đây là danh sách các ửng cử viên còn lại:
| 1. Aletta Jacobs 2. Christiaan Huygens 3. Annie M.G. Schmidt 4. Juliana của Hà Lan 5. Johan Rudolf Thorbecke 6. Majoor Bosshardt 7. Anton Philips 8. Freddy Heineken 9. Hannie Schaft 10. Wilhelmina của Hà Lan 11. Baruch de Spinoza 12. Toon Hermans 13. Hoàng tử Claus 14. Johan van Oldenbarnevelt 15. Marco van Basten 16. Piet Pieterszoon Hein 17. Joop den Uyl 18. Jan Adriaenszoon Leeghwater 19. Fanny Blankers-Koen 20. van Kooten en de Bie 21. Hugo de Groot 22. Johan de Witt 23. Anthony Fokker 24. Multatuli 25. Hoàng tử Bernhard 26. Wim Kok 27. M. C. Escher 28. Marco Borsato 29. Eric Hazelhoff Roelfzema 30. DJ Tiësto 31. Beatrix của Hà Lan 32. Titus Brandsma 33. Cornelis Lely 34. Hans Teeuwen 35. Joseph Luns 36. Leontien Zijlaard-van Moorsel 37. Willem Kolff 38. Godfried Bomans 39. Hendrik Lorentz 40. Abel Tasman 41. Joop van den Ende 42. André van Duin 43. Joost van den Vondel 44. Rinus Michels 45. Mies Bouwman 46. Willem Barentsz 47. Ferdinand Domela Nieuwenhuis 48. Ruud Lubbers 49. Jan Tinbergen 50. Wim Sonneveld 51. Joke Smit 52. Frits Bolkestein 53. Jeroen Bosch 54. Johnny Kraaykamp, sr 55. Marga Klompé 56. Johannes Vermeer 57. Dick Bruna 58. Albert Plesman 59. Joop Zoetemelk 60. Hella Haasse 61. Thomas à Kempis 62. Willem III của Orange 63. Kenau Simonsdochter Hasselaer 64. Johannes Diderik van der Waals | 1. Wubbo Ockels 2. Anna Maria van Schurman 3. Herman Boerhaave 4. Ruud Gullit 5. Monique van de Ven 6. Freek de Jonge 7. Anton Pieck 8. Boudewijn de Groot 9. Willem Frederik Hermans 10. Pieter Jelles Troelstra 11. Albert Heijn 12. Paul de Leeuw 13. Jac. P. Thijsse 14. Jan Wolkers 15. Piet Mondriaan 16. Simon Stevin 17. Guillaume Groen van Prinsterer 18. Rutger Hauer 19. Harry Mulisch 20. Abraham Kuyper 21. Maarten Tromp 22. Wim Kan 23. Paul Verhoeven 24. Belle van Zuylen 25. Ramses Shaffy 26. Abe Lenstra 27. Gerard Reve 28. Anton de Kom 29. Max Euwe 30. Ko van Dijk 31. Gerrit Jan van der Veen 32. Hendrik Petrus Berlage 33. Heike Kamerlingh Onnes 34. Anton Geesink 35. Bert Haanstra 36. Claudius Civilis 37. C.H.D. Buys Ballot 38. Jan Pieterszoon Coen 39. Samuel van Houten 40. Ard Schenk 41. Nico Tinbergen 42. King Willem I of the Netherlands 43. Mary Dresselhuys 44. Simon Carmiggelt 45. John de Mol 46. Gerrit Rietveld 47. Frank Martinus Arion 48. Hans van Mierlo 49. Hadewych 50. Jan Pieterszoon Sweelinck 51. Geert Groote 52. Sonja Barend 53. Joan van der Capellen tot den Pol 54. Jan van Speijk 55. Anton Corbijn 56. Pieter Corneliszoon Hooft 57. Bernard Haitink 58. Willem van Loon 59. Karel Appel 60. Johan Huizinga 61. Suze Groeneweg 62. Graaf Floris V 63. Koning Lodewijk Napoleon 64. L.E.J. Brouwer | 1. Tobias Asser 2. Rem Koolhaas 3. Jacob Cats 4. Alexandra Radius 5. Eva Besnyö 6. Jan Rutgers 7. Reinier Paping 8. Paul Huf 9. P. J. H. Cuypers 10. Paul Crutzen 11. Samuel Sarphati 12. Frits Fentener van Vlissingen 13. Joris Ivens 14. Pieter Brueghel 15. Frans Hals 16. Simon Vestdijk 17. Olivier van Noort 18. Hendrik Colijn 19. Willem Beukelszoon 20. Viktor en Rolf 21. Cornelis Verolme 22. Lucebert 23. Sjoukje Dijkstra 24. Henri Polak 25. Loe de Jong 26. Ed van der Elsken 27. Hans van Manen 28. Theo Thijssen 29. Jan Steen 30. Anton Dreesmann 31. Jaap Eden 32. Willem Marinus Dudok 33. Johnny Jordaan 34. Benno Premsela 35. Louis Davids 36. Marlene Dumas 37. Erwin Olaf 38. Martinus Nijhoff 39. Cristina Deutekom 40. Jacob Olie 41. Willem de Kooning 42. Remco Campert 43. Herman Gorter 44. Faas Wilkes 45. W.A. Visser 't Hooft 46. Ada Kok 47. Herman Daendels 48. Rudi Carrell 49. Pierre Bokma 50. Louis Andriessen 51. Henk Hofland 52. Jacob van Campen 53. Pieter Cort van der Linden 54. Jacob van Ruisdael 55. Theo van Doesburg 56. Pieter Saenredam 57. Ootje Oxenaar 58. Rineke Dijkstra 59. Hendrik Doeff 60. Fons Rademakers 61. Reinbert de Leeuw 62. Erik de Vries 63. Jan Dibbets 64. Johan van der Keuken |